# Touched by Love
Pour plus de détails, voir Fiche technique et Distribution.
Touched by Love (au Québec Juste un peu d'amour), est un film américano-canadien réalisé par Gus Trikonis, sorti en 1980.

## Fiche technique
- Titre original : Touched by Love
- Titre québécois : Juste un peu d'amour
- Réalisation : Gus Trikonis
- Scénario : Hesper Anderson et Lena Canada, d'après le livre To Elvis With Love de Lena Canada
- Directeur artistique : Claudio Guzmán[1]
- Costumes : Moss Mabry
- Photographie : Richard H. Kline
- Montage : Fred A. Chulack[2]
- Musique : John Barry
- Production : Michael Viner
  - Production déléguée : Peter E. Strauss
- Société(s) de production : Columbia Pictures (present), Rastar Films (present), Dove
- Société(s) de distribution :  Columbia Pictures
- Pays de production : États-Unis, Canada
- Année : 1980
- Langue originale : anglais
- Format : couleur (Metrocolor) – 35 mm – mono
- Genre : drame, biographie
- Durée : 95 minutes
- Date de sortie : 
  - États-Unis : 31 octobre 1980

## Distribution
- Deborah Raffin : Lena Canada
- Diane Lane : Karen
- Michael Learned : Dr Bell
- John Amos : Tony
- Cristina Raines : Amy
- Mary Wickes : Margaret
- Clu Gulager : Don Fielder
- Twyla-Dawn Vokins[3] : Monica
- Clive Shalom : Topper - Child
- Jason Bates : Child

## Distinctions

### Récompenses
- Young Artist Awards 1981 :
  - Best Major Motion Picture - Family Entertainment
  - Best Young Actress in a Major Motion Picture pour Diane Lane

### Nominations
- Golden Globes 1981 :
  - Meilleure actrice dans un film dramatique pour Deborah Raffin
- Razzie Awards 1981 :
  - Pire actrice  pour Deborah Raffin
  - Pire scénario pour Hesper Anderson